# Cordilura proboscidea
Cordilura proboscidea är en tvåvingeart som beskrevs av Zetterstedt 1838. Cordilura proboscidea ingår i släktet Cordilura och familjen kolvflugor. Arten är reproducerande i Sverige. Inga underarter finns listade i Catalogue of Life.